# 中国医学科学院阜外医院
中国医学科学院阜外医院建于1956年，是一所位于北京市西城区的三级甲等心血管病专科医院，挂国家心血管病中心牌子。医院现有中国工程院院士4人，现任院长胡盛寿。

## 重点学科
| - 内科学（心血管病） - 外科学（心脏外科） - 影像医学与核医学 | - 麻醉学 - 遗传学 - 病理学与病理生理学 | - 生物化学与分子生物学 |

其中，心血管病专科和心脏外科专科连续多年国内排名第一。

## 历史
1956年春在解放军122疗养院的基础上，在颐和园北3～4千米的黑山扈组建解放军胸科医院。1958年部队精简，1958年8月经总后卫生部与中央卫生部协议，将解放军胸科医院转入中国医学科学院系统，迁到阜成门外一所新建的400张床位的医院，即阜成门外医院，简称阜外医院，原解放军胸科医院黑山扈院址成为309医院。

## 争议
根据阜外医院官网于2023年6月1日发布的新闻动态，中国医学科学院阜外医院介入导管室主任徐波涉嫌严重违纪违法，目前正接受纪律审查和监察调查。徐波现任中国医学科学院阜外医院介入导管室主任、国家心血管疾病临床医学研究中心副主任、高级工程师、研究员。